# Polarsirkelbukta
Die Polarsirkelbukta (norwegisch für Polarkreisbucht) ist ein kleiner Eishafen vor der Prinzessin-Martha-Küste des ostantarktischen Königin-Maud-Lands. Die Bucht liegt am Rand des Fimbul-Schelfeises.
Norwegische Wissenschaftler benannten sie nach dem Polarforschungsschiff Polarsirkel, das seit Mitte der 1950er Jahre bei diversen norwegischen Antarktisfahrten im Einsatz war.